# Vernor Vinge
Vernor Steffen Vinge (Waukesha, Wisconsin, 1944. október 2. – 2024. március 20.) amerikai matematikus, számítógép-tudós és tudományos-fantasztikus író, akit legtöbben a Tűz lobban a mélyben (1992) című Hugo-díjas regénye és 1993-ban megjelent Technológiai szingularitás című esszéje által ismernek. Esszéjében arról érvel, hogy a korunkban tapasztalható exponenciális technológiai változás el fog érni egy pontot, amelynek következményeit nem tudjuk megjósolni.

## Munkássága
Első, Apartness (Távolság) című írása 1965-ben jelent meg az Analog Science Fiction magazinban. Ezt követően, az 1960-as években és az 1970-es évek elején számos írása jelent meg sci-fi magazinokban, többek között a Grimm’s World (Grimm világa) (1969) és a The Witling (Okostojás) (1975) című novellái.
A True Names (Igaz nevek) című 1982-ben megjelent művéért kapta az első nagyobb elismerést. Ez egyike az első történekeknek, amelyekben a kibertér – ami később központi szerepet játszott William Gibson, Neal Stephenson és más cyberpunk írók történeteiben – fogalma teljesen kidolgozottan jelenik meg.
Következő két regénye, The Peace War (A béke háború) (1984) és a Marooned in Realtime (A valós idő foglyai) (1986) – többek között – áthatolhatatlan energiamezőket létrehozó technológiák hatásaival foglalkozik. E két írás alakította ki Vinge-ről a ötleteit kiemelkedően kreatívan, logikusan és újszerűen felhasználó író képét. Mindkét könyvét nevezték Hugo-díjra, de akkor azokat William Gibson és Orson Scott Card kapta.
E két regény és a True Names kihangsúlyozta Vinge érdeklődését a technológiai szingularitás iránt. A True Names egy a Szingularitáshoz nagyon közel álló világban játszódik. A The Peace War világában a Szingularitást az említett energiamezőkkel tudták elhalasztani, míg a Marooned in Realtime egy csoport történetét írja le, akiknek sikerült a Szingularitás hatását elkerülni.
Vinge 1992-ben kapta meg első Hugo-díját az A Fire Upon the Deep című regényéért. A történet egy olyan galaxisban játszódik amely „gondolati zónákra” osztódik. Minél távolabb kerülünk a galaxis középpontjától, annál magasabb szintű technológiákat érhetünk el, mert egyre nagyobb sebességű – egy határ után a fénysebességnél is nagyobb – információátvitel válik lehetővé. A Föld a „lassú zónában” helyezkedik el, ahol a fénysebesség nem léphető át. A könyv nagyobb része viszont az „Odaát” (The Beyond) nevű zónában játszódik, ahol a fénysebesség átléphető, de a Szingularitás még itt sem következhet be, mivel ahhoz még nagyobb sebességű információátvitelre lenne szükség. (Ilyen zóna is megjelenik a könyvben.) Ebben az univerzumban Vinge egy hagyományos sci-fi-t írhatott anélkül, hogy ellentmondjon saját elképzelésének a technológiai fejlődésről, mely szerint a könyvben szereplő technológiáknak ki kellene váltaniuk a Szingularitást. A könyv számos más új ötletet is tartalmaz, egy egyedien gazdag és összetett univerzumot és történetet mutatva be.
Az A Deepness in the Sky (Mélység az égben) (1999) az A Fire Upon the Deep története előtt játszódik 30 000 évvel. Több, egymással versengő csoport történetét írja le, ahogy azok a Lassú Zónában egy technológiailag gyorsan fejlődő idegen kultúra kihasználásáért küzdenek. Az A Deepness in the Sky 2000-ben kapott Hugo-díjat.
Szintén Hugo-díjat kapott a Fast Times at Fairmont High (Gyors idők a Fermontban) (2002) című novellájáért, The Cookie Monster (Sütiszörny) (2004) című kisregényéért, valamint a Rainbows End (A szivárvány tövében) című regényéért. Ez utóbbi műve a Locus-díjat is elnyerte.
Vinge 2002-ben hagyta abba a tanítást a San Diegó-i állami egyetemen, azóta idejét az írásnak szenteli.
Volt felesége, Joan D. Vinge , akitől 1979-ben vált el, szintén ismert sci-fi-író.

## Főbb művei

### Regények
- Grimm's World (1969), átdolgozva Tatja Grimm's World címmel (1987)
- The Witling (1976)
- The Peace War (1984) (Az Across Realtime című gyűjteményben is megjelent.)
- Marooned in Realtime (1986) (Az Across Realtime című gyűjteményben is megjelent.)
- A Fire Upon the Deep (Tűz lobban a mélyben) (1992) – Gondolati zónák 1.
- A Deepness in the Sky (1999) – Gondolati zónák 2.
- Rainbows End (A szivárvány tövében) ISBN 0-312-85684-9 (2006)
- The Children of the Sky (2011) – Gondolati zónák 3.

### Gyűjteményes kötetek
- True Names and Other Dangers ISBN 0-671-65363-6
  - „Bookworm, Run!” (Könyvféreg, fuss!)
  - „True Names”
  - „The Peddler's Apprentice”
  - „The Ungoverned”
  - „Long Shot” (Távoli cél)
- Threats… and Other Promises ISBN 0-671-69790-0
  - „Apartness”
  - „Conquest by Default”
  - „The Whirligig of Time”
  - „Gemstone” (Drágakő)
  - „Just Peace”
  - „Original Sin”
  - „The Blabber”
- Across Realtime
  - „The Peace War”
  - „The Ungoverned”
  - „Marooned in Realtime”
- True Names and the Opening of the Cyberspace Frontier ISBN 0312862075 (tartalmazza a „True Names”-t és mások által írt esszéket)
- The Collected Stories of Vernor Vinge ISBN 0312873735 vagy ISBN 0312875843
  - „Bookworm, Run!”
  - „The Accomplice”
  - „The Peddler's Apprentice”
  - „The Ungoverned”
  - „Long Shot”
  - „Apartness”
  - „Conquest by Default”
  - „The Whirligig of Time”
  - „Bomb Scare”
  - „The Science Fair”
  - „Gemstone
  - „Just Peace”
  - „Original Sin”
  - „The Blabber”
  - „Win A Nobel Prize!”
  - „The Barbarian Princess”
  - „Fast Times at Fairmont High”

## Magyarul megjelent művei
- A szivárvány tövében; ford. Tamás Dénes; Metropolis Media, Bp., 2010 (Galaktika fantasztikus könyvek)
- Tűz lobban a mélyben; ford. Tamás Gábor; Ad Astra, Bp., 2012